# Romeo och Julia (film, 1936)
Romeo och Julia (engelska: Romeo and Juliet) är en amerikansk dramafilm från 1936, i regi av George Cukor. Filmen är baserad på William Shakespeares pjäs Romeo och Julia från 1597. I titelrollerna ses Leslie Howard som Romeo och Norma Shearer som Julia och bland birollsinnehavarna John Barrymore, Basil Rathbone och Andy Devine. Filmen fick Sverigepremiär den 26 december 1936.

## Rollista i urval
- Norma Shearer - Julia
- Leslie Howard - Romeo
- John Barrymore - Mercutio
- Edna May Oliver - amman
- Basil Rathbone - Tybalt
- C. Aubrey Smith - Lord Capulet
- Andy Devine - Peter, Julias ammas betjänt
- Conway Tearle - Escalus, prins av Verona
- Ralph Forbes - Paris, ung adelsman, vän med prinsen
- Henry Kolker - Munken Laurence
- Robert Warwick - Lord Montague
- Virginia Hammond - Lady Montague
- Reginald Denny - Benvolio, brorson till Montague och vän till Romeo
- Violet Kemble-Cooper - Lady Capulet